# カイラ・サイト
 カイラ・サイト（Kayra Sayit 1988年2月13日- ）は、トルコの柔道家。階級は78kg超級。別名カイラ・アルミラ・オズデミル。

## 人物
フランスの海外県であるマルティニークにおいてケティ・マテの名で生まれると、後に本国のヴィルモンブルへ移住した。
2006年にはヨーロッパジュニア78kg超級で優勝を飾った。世界ジュニアでは2位だった。2007年にはヨーロッパジュニアで2連覇を達成すると、ヨーロッパ選手権の無差別では3位になった。2008年には地元のフランス国際で3位になると、ロシア国際では優勝を飾ったが、北京オリンピック代表にはライバルのアン＝ソフィー・モンディエールが選ばれて出場できなかった。東京で開催された世界団体では決勝で日本チームの杉本美香と対戦して合技で破るも、他の選手が次々と敗れたためにチームは2位にとどまった。その後のドーピング検査で大麻が検出されたことにより、2年間の出場停止処分を受けた。復帰後、2011年に地元のパリで開催された世界選手権では初戦で中国の秦茜に敗れたが、続く世界団体では決勝で日本チームの杉本を技ありで破るなどしてチームの優勝に貢献した。しかし、2012年ロンドンオリンピックもモンディエールが代表になったために出場できなかった。その後はケガで長期療養するも、2014年には復帰してオープン戦のベルギー国際やスイス国際柔道大会で優勝した。しかし、結果を出してもフランス代表チームへの召集がなかったことで、フランス柔道連盟に見捨てられた思いを抱いたことや、トルコ柔道連盟の誘いを受けたことなどもあって、2015年にはトルコへ帰化して名前もカイラ・サイトに変更した。2016年にはヨーロッパ選手権で優勝を飾って、リオデジャネイロオリンピックのトルコ代表に選ばれた。リオデジャネイロオリンピックでは準々決勝で中国の于頌に袈裟固で敗れると、その後の3位決定戦でも日本の山部佳苗に技ありで敗れて5位になった。2017年の世界選手権では準決勝で日本の朝比奈沙羅に技ありで敗れるなどして5位だった。2018年の世界選手権では準々決勝で朝比奈に合技で敗れるも3位になった。2019年に東京で開催された世界選手権では準決勝で日本の素根輝に合技で敗れるも3位になった。2021年のヨーロッパ選手権では優勝した。7月に日本武道館で開催された東京オリンピックでは準々決勝で素根に合技で敗れるなどして5位だった。2024年の世界選手権では決勝で冨田若春に合技で敗れて2位だった。パリオリンピックでは準々決勝で素根を上四方固の技ありで破るも、その後連敗してオリンピックでは3大会連続で5位に終わった。
IJF世界ランキングは3766ポイント獲得で5位(24/7/22現在)。

## 主な戦績
- 2006年 - ヨーロッパジュニア　優勝
- 2006年 - 世界ジュニア　2位
- 2007年 - ヨーロッパジュニア　優勝
- 2007年 - ヨーロッパ選手権　無差別　3位
- 2008年 - フランス国際　3位
- 2008年 - イタリア国際　優勝
- 2008年 - ロシア国際　優勝
- 2008年 - 世界団体　2位
- 2011年 - ヨーロッパ選手権　5位
- 2011年 - 世界団体　優勝
- 2011年 - ワールドカップ・ローマ　優勝
- 2011年 - グランプリ・アブダビ　2位
- 2014年 - ベルギー国際　優勝
- 2014年 - スイス国際柔道大会　優勝
- 2015年 - グランプリ・ブダペスト　優勝
- 2015年 - グランプリ・タシュケント　3位
- 2016年 - グランプリ・トビリシ　優勝
- 2016年 - ヨーロッパ選手権　優勝
- 2016年 - グランプリ・アルマトイ　2位
- 2016年 - リオデジャネイロオリンピック 5位
- 2017年 -　グランドスラム・バクー　2位
- 2017年 -　グランプリ・アンタルヤ　優勝
- 2017年 -　イスラム諸国連帯競技大会　優勝
- 2017年 - 世界選手権　5位
- 2018年 - 地中海競技大会　優勝
- 2018年 -　世界選手権　3位
- 2019年 - グランプリ・マラケシュ　優勝
- 2019年 - グランプリ・アンタルヤ　3位
- 2019年 -グランプリ・ザグレブ　5位
- 2019年 - 世界選手権　3位
- 2019年 -　オセアニアオープン・パース　優勝
- 2020年 -　グランプリ・テルアビブ　3位
- 2020年 -　グランドスラム・ブダペスト　優勝
- 2021年 -　ワールドマスターズ　3位
- 2021年 -　ヨーロッパ選手権　優勝
- 2021年 -　東京オリンピック　5位
- 2021年 -　ヨーロッパ選手権　団体戦　3位
- 2022年 -　地中海競技大会　優勝
- 2022年 - イスラム諸国連帯競技大会　優勝
- 2023年 -　グランドスラム・テルアビブ　2位
- 2023年 -　グランドスラム・アンタルヤ　優勝
- 2023年 -　グランプリ・ザグレブ 優勝
- 2024年 -　グランドスラム・パリ　2位
- 2024年 -　グランドスラム・アンタルヤ　3位
- 2024年 -　ヨーロッパ選手権　3位
- 2024年 - 世界選手権　2位
- 2024年 - パリオリンピック　5位

(出典、JudoInside.com)